# Sablet
Sablet là một xã trong tỉnh Vaucluse thuộc vùng Provence-Alpes-Côte d’Azur ở đông nam nước Pháp. Xã này nằm ở khu vực có độ cao trung bình 150 mét trên mực nước biển.
Sablet nằm ở chân núiDentelles de Montmirail ở vùng trồng nho Côtes du Rhône nằm ở phía tây Mont Ventoux.